# 廖俠懷
廖俠懷，英文名：Liu Hap Wai （1903年8月—1952年6月17日），廣東顺德人，香港著名粵劇演員、電影明星，與葉弗弱、李海泉、半日安合稱『粵劇四大名丑』。
早年，到新加坡謀生，由於酷愛粵劇，所以曾參與當地的業餘表演。得到小武靚元亨的賞識，被收為徒，改藝名「新蛇仔」。20年代，回到香港擔當第二丑生。因為他的嗓子不亮，長相不美，被受冷落。同門師兄馬師曾介紹他轉投「大羅天」，在《賊王子》的演出中才得到認同。他的首本戲有《花王之女》、《大鬧廣昌隆》、《甘地會西施》、《雙料龜公》等。

## 逝世
1952年6月17日（星期二）逝世，1952年6月20日（星期五）下午2時在香港島灣仔萬國殯儀館出殯；在加路連山道惜別亭辭靈；遺體安葬香港仔華人永遠墳場。。

## 外部連結
- 廣東文化網
- 香港電影資料館有關廖俠懷參演電影的記錄[永久]
- 廖俠懷在互联网电影资料库（IMDb）上的資料（英文）
- 廖俠懷在香港影庫上的簡介